# قورباغه زگیل‌دار بزرگ
قورباغه زگیل‌دار بزرگ (نام علمی: Theloderma gordoni) نام یک گونه از سرده قورباغه‌های زگیل‌دار درختی است.